# Ясногорская улица (Москва)
Ясного́рская улица (название с 11 октября 1978 года) — улица в Юго-Западном административном округе города Москвы на территории района Ясенево. Названа в 1978 году по городу Ясногорску Тульской области в связи с расположением на юго-западе Москвы.
Проходит между Литовским бульваром и Голубинской улицей, пересекает Новоясеневский проспект (на пересечении — площадь Кима Филби). Длина — 1,7 км. Бывший проектируемый проезд № 5250 (левый). Первоначально (согласно Решению Исполнительного комитета Московского городского Совета народных депутатов от 11 октября 1978 года № 3212) планировалась на участке проектируемый проезд № 5414 (Литовский бульвар) — МКАД. Вместе с Тарусской улицей образует центральный бульвар района Ясенево.

## Транспорт
На Ясногорской улице организовано одностороннее движение автомобилей (включая наземный общественный транспорт) в сторону Литовского бульвара. Для проезда в обратном направлении можно воспользоваться соседней Тарусской улицей. На пересечении улицы с Новоясеневским проспектом расположена станция метро «Ясенево».
По улице проходят автобусы:
- от Голубинской улицы до Литовского бульвара — т85
- от Голубинской улицы до Новоясеневского проспекта — 262, 642, 769
- от Новоясеневского проспекта до Литовского бульвара — 261, с14, с977